# چشمه عمارت
چشمه عمارت مربوط به دورهٔ صفوی است و در بهشهر، بلوارشهیدهاشمی نژاد، خیابان پاسداران، جنب آب وفاضلاب واقع شده و این اثر در تاریخ ۹ مرداد ۱۳۵۲ با شمارهٔ ثبت ۹۴۸ به‌عنوان یکی از آثار ملی ایران به ثبت رسیده‌است.

## نام
دلیل نامگذاری آن، جوشیدن چشمه‌ای از دل زمین، در طبقه همکف این کاخ کهن است.

## معماری

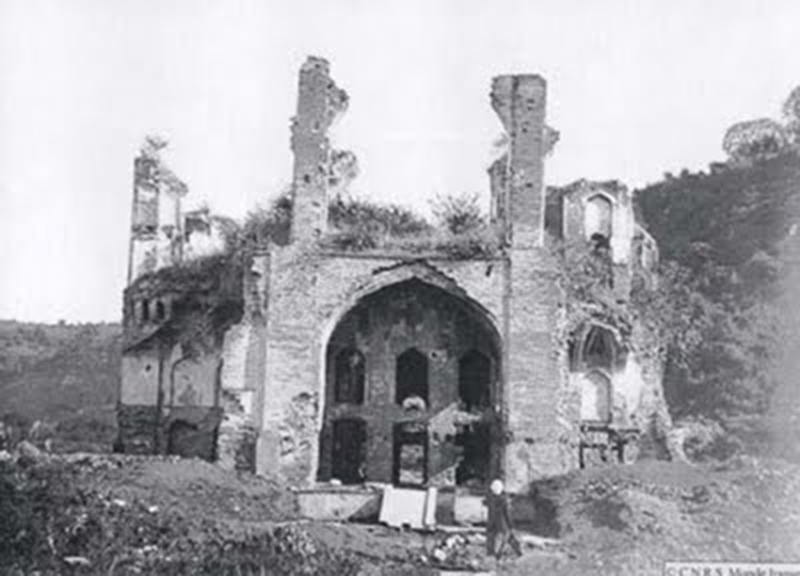
چشمه عمارت پیش از بازسازی در دوران رضاشاه

نمای جنوب غربی چشمه عمارت

معماری این بنا به صورت دو طبقه بوده و هم‌اکنون طبقه همکف و جزری از طبقه نخست آن باقی مانده‌است. از ویژگی‌های معماری این بنا سیستم آب‌رسانی آن است. در میانه کاخ همکف مظهر چشمه وجود دارد. با استفاده از تنپوشه‌های سفالی آب به حوضچه‌های طبقه نخست هدایت شده و پس از سرریز به صورت آبشار به چشمه طبقه همکف و حوض‌های اطراف بنا سرازیر می‌شده‌است.
این بنا در روزگار آبادانی مزین به نقاشی‌های رنگارنگ. کاشی‌های متنوع بوده‌است.